# Aarhus Gymnastikforening 1955-1956
Questa voce raccoglie le informazioni riguardanti il Aarhus Gymnastikforening nelle competizioni ufficiali della stagione 1955-1956.

## Avvenimenti
L'Aarhus GF vince il campionato danese aiutato dalle reti di Kjeldberg, miglior marcatore del torneo. I danesi partecipano alla prima edizione della Coppa dei Campioni venendo eliminati dai francesi dello Stade de Reims per 2-4.

## Organico 1955-1956

### Rosa
| N. |                      | Ruolo | Calciatore             |
| -- | -------------------- | ----- | ---------------------- |
|    | Danimarca (bandiera) | P     | Henry From             |
|    | Danimarca (bandiera) | D     | John Amdisen           |
|    | Danimarca (bandiera) | D     | Bjarke Gundlev         |
|    | Danimarca (bandiera) | D     | Per Knudsen            |
|    | Danimarca (bandiera) | C     | Peder Kjær-Andersen    |
|    | Danimarca (bandiera) | C     | Hans Madsen            |
|    | Danimarca (bandiera) | C     | Hans Christian Nielsen |
|    | Danimarca (bandiera) | C     | Jørgen Olesen          |
|    | Danimarca (bandiera) | C     | Svenning Pilgaard      |

| N. |                      | Ruolo | Calciatore          |  |
| -- | -------------------- | ----- | ------------------- |  |
|    | Danimarca (bandiera) | A     | Henning Bjerregaard |  |
|    | Danimarca (bandiera) | A     | Aage Rou Jensen     |  |
|    | Danimarca (bandiera) | A     | Erik Jensen         |  |
|    | Danimarca (bandiera) | A     | John Jensen         |  |
|    | Danimarca (bandiera) | A     | Gunnar Kjeldberg    |  |
|    | Danimarca (bandiera) | A     | Poul Pedersen       |  |
|    | Danimarca (bandiera) | A     | Svend Thøgersen     |  |
|    | Danimarca (bandiera) | A     | Ib Thygesen         |  |